# 100 Gecs
100 gecs — американский хайперпоп-дуэт, образованный в 2015 году. Состоит из Дилана Брэди и Лоры Лэс.

## История
Участники дуэта познакомились в Сент-Луисе в 2012 году и начали работать вместе тремя годами позже. На тот момент Лес жила в Чикаго, а Брэди работал в Лос-Анджелесе, продюсируя сторонние проекты. Они начали обмениваться файлами по интернету и подготовили материал для первого релиза.
Первой работой дуэта стал одноимённый мини-альбом 100 gecs, выпущенный в 2016 году. Дальнейшее сотрудничество привело к появлению альбома 1000 gecs, вышедшего в 2019 году. В 2020 году вышел ремикс песни «Ringtone», в записи которого приняли участие приглашённые музыканты Rico Nasty, Charli XCX и Kero Kero Bonito. Позже эта песня вошла в альбом 1000 Gecs and the Tree of Clues, полностью состоящий из ремиксов различных исполнителей. Пластинка была выпущена в 2020 году. 15 февраля 2024 года 100 gecs объявили, что Snake Eyes будут нажаты на диск с картинками, чтобы отпраздновать День музыкального магазина. Диск с картинками был выпущен 20 апреля 2024 года.

## Дискография
Альбомы, мини-альбомы и сборники
- 2017 — 100 Gecs (EP)
- 2019 — 1000 gecs
- 2020 — 1000 gecs and the Tree of Clues
- 2023 — 10,000 gecs
- 2024 - Snake Eyes (EP)

Синглы
- 2020 — «Gec 2 Ü»
- 2020 — «Ringtone»
- 2020 — «LONELY MACHINES»
- 2020 — «Stupid Horse»
- 2020 — «sympathy 4 the grinch»
- 2021 — «mememe»
- 2022 — «Doritos & Fritos»
- 2022 — «Snake Eyes»
- 2023 — «Hollywood Baby»[2][3][4]